# Stade József-Bozsik
Le stade József-Bozsik (en hongrois : Bozsik József Stadion), est un ancien stade de football hongrois situé à Kispest, un quartier du 19e arrondissement de Budapest, la capitale du pays.
Inauguré en 1913 puis démoli en 2019, le stade, de catégorie 4 par l'UEFA et doté de 9 500 places, était connu pour servir d'enceinte à domicile pour le club de football du Budapest Honvéd.

## Histoire
Le stade porte le nom de József Bozsik, footballeur et légende vivante du club du Budapest Honvéd, il est connu pour être le premier stade hongrois de l'histoire à porter le nom d'un joueur de football hongrois.

## Galerie

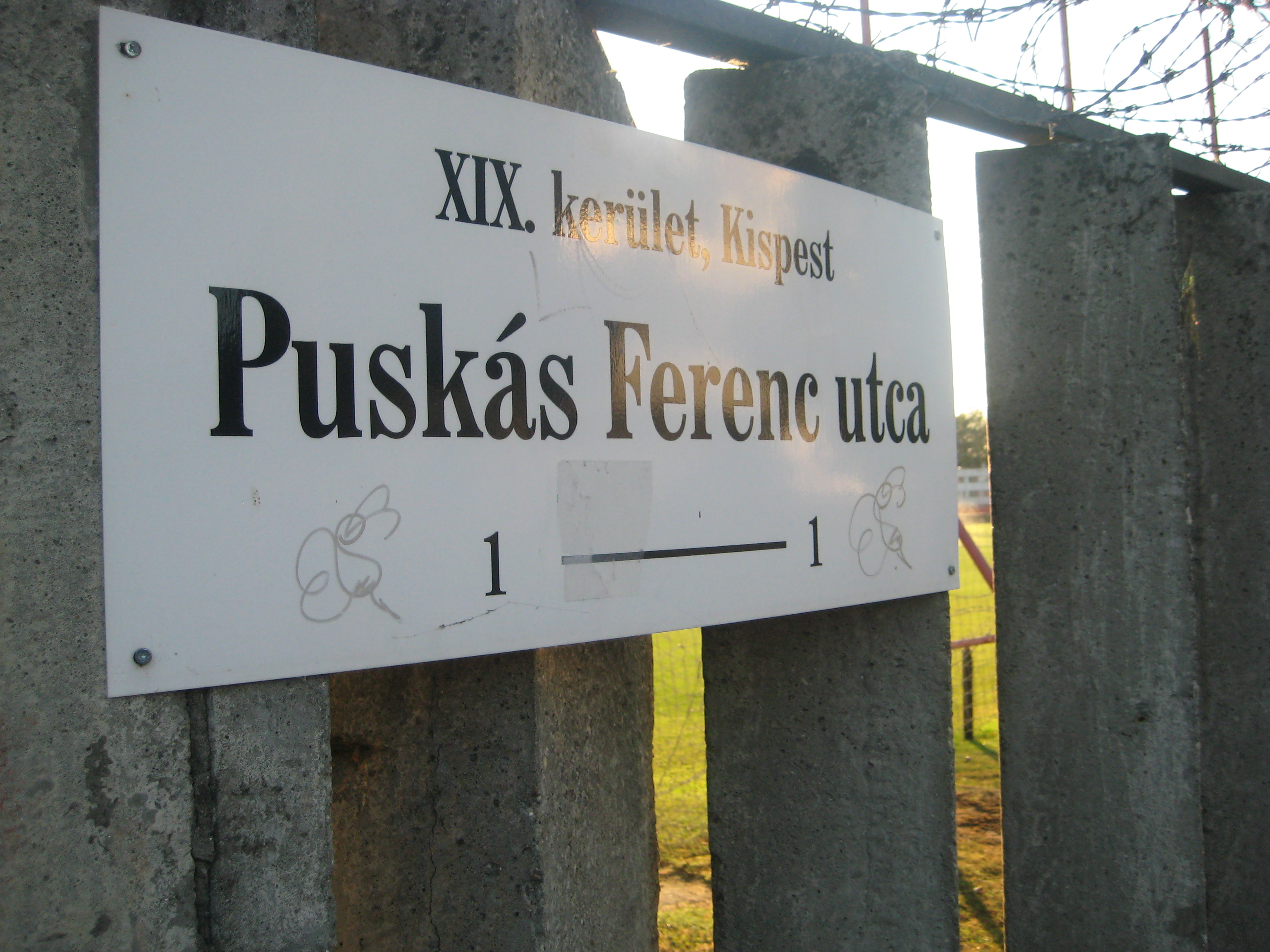
Panneau de signalisation (septembre 2011)
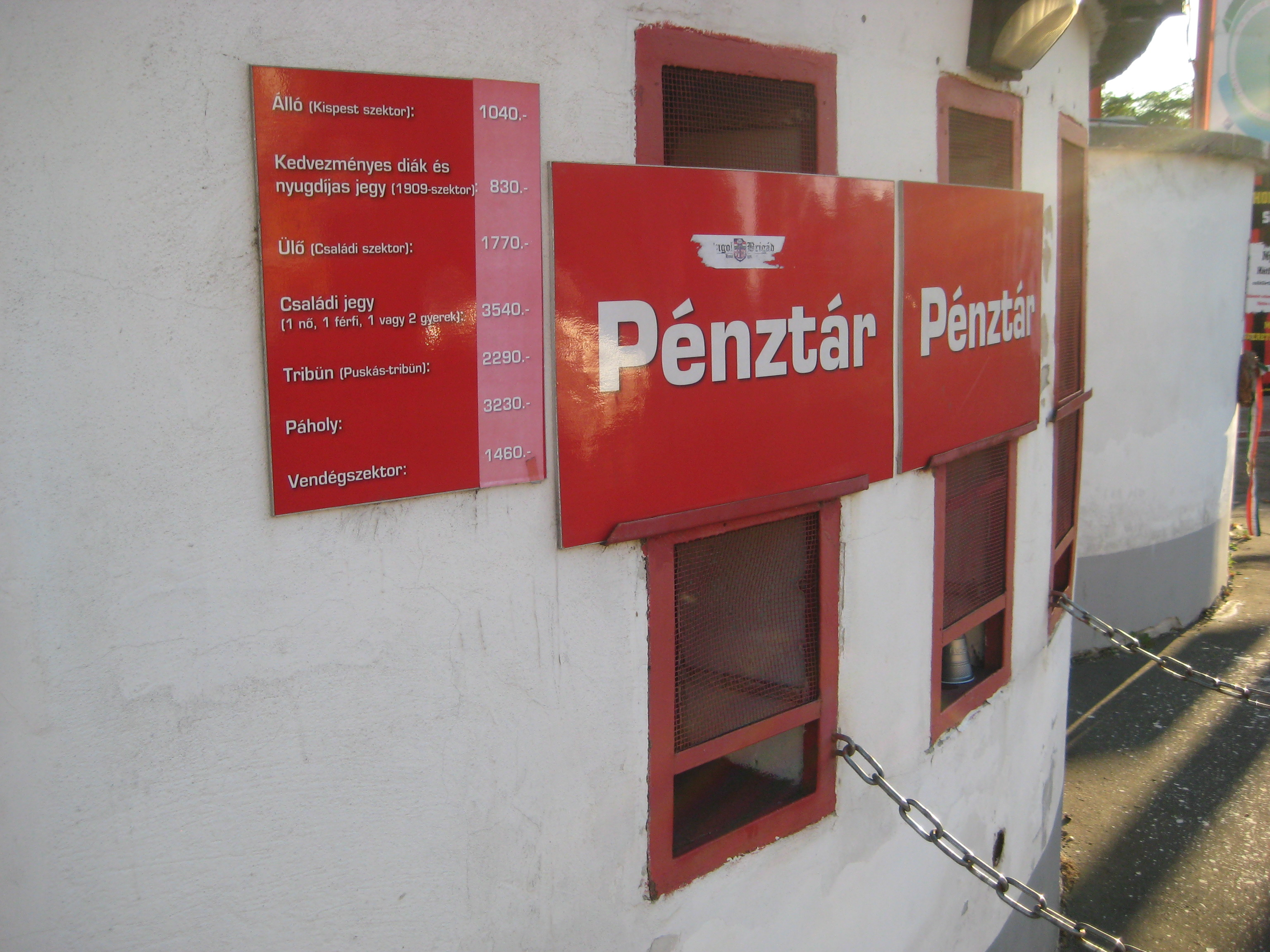
Billetterie avec tableau des prix d'entrée (septembre 2011)
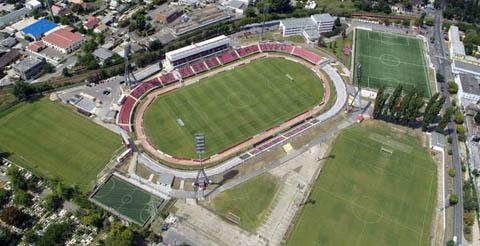
Vue aérienne du stade (septembre 2011)